# Kościół św. Jana Chrzciciela w Ostaszewie
Kościół św. Jana Chrzciciela – rzymskokatolicki kościół parafialny w Ostaszewie należący do parafii pod tym samym wezwaniem (dekanat Nowy Dwór Gdański diecezji elbląskiej).

## Historia
Świątynia wzniesiona została w latach 1873–1874 w stylu neogotyckim jako ewangelicka. Po zakończeniu II wojny światowej kościół został przejęty przez kościół rzymskokatolicki i otrzymał wezwanie Jana Chrzciciela od spalonego podczas wojny kościoła katolickiego.

## Architektura
Jest to konstrukcja wybudowana na planie prostokąta, orientowana, jednonawowa, nakryta płaskim stropem, posiadająca wielokątne prezbiterium i wieżę od strony zachodniej. Od strony północnej jest dobudowana zakrystia. Wschodnia i zachodnia elewacja jest ozdobiona schodkowymi szczytami. Wysoką, czworokątną, murowaną wieżę nakrywa smukły dach hełmowy i zwieńcza krzyż. Świątynia zawiera liczne dekoracje w formie gzymsów i okien w blendach. Budowlę wzmacniają skarpy.

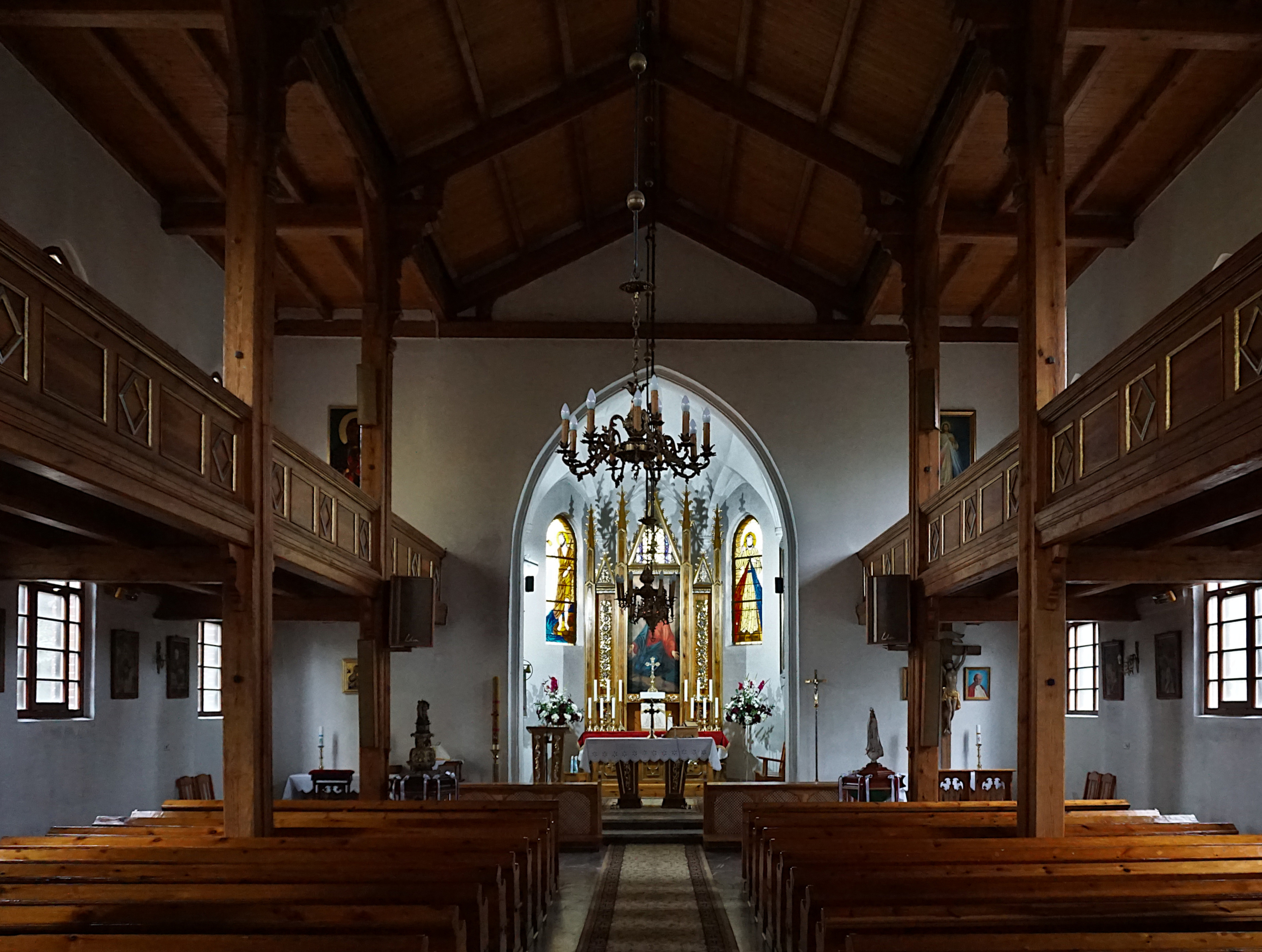
Wnętrze kościoła